# تپه اطراف شهر سوخته ۱۱۵
تپه اطراف شهر سوخته شماره ۱۱۵ مربوط به هزاره دوم قبل از میلاد است و در شهرستان زابل، بخش شیب آب، دهستان لوتک، روستای حومه شهر سوخته، ۱۶ کیلومتری جنوب غرب پایگاه باستان‌شناسی شهر سوخته واقع شده و این اثر در تاریخ ۲۸ اسفند ۱۳۸۵ با شمارهٔ ثبت ۱۸۷۰۶ به‌عنوان یکی از آثار ملی ایران به ثبت رسیده است.